# Franse strafexpeditie naar Korea

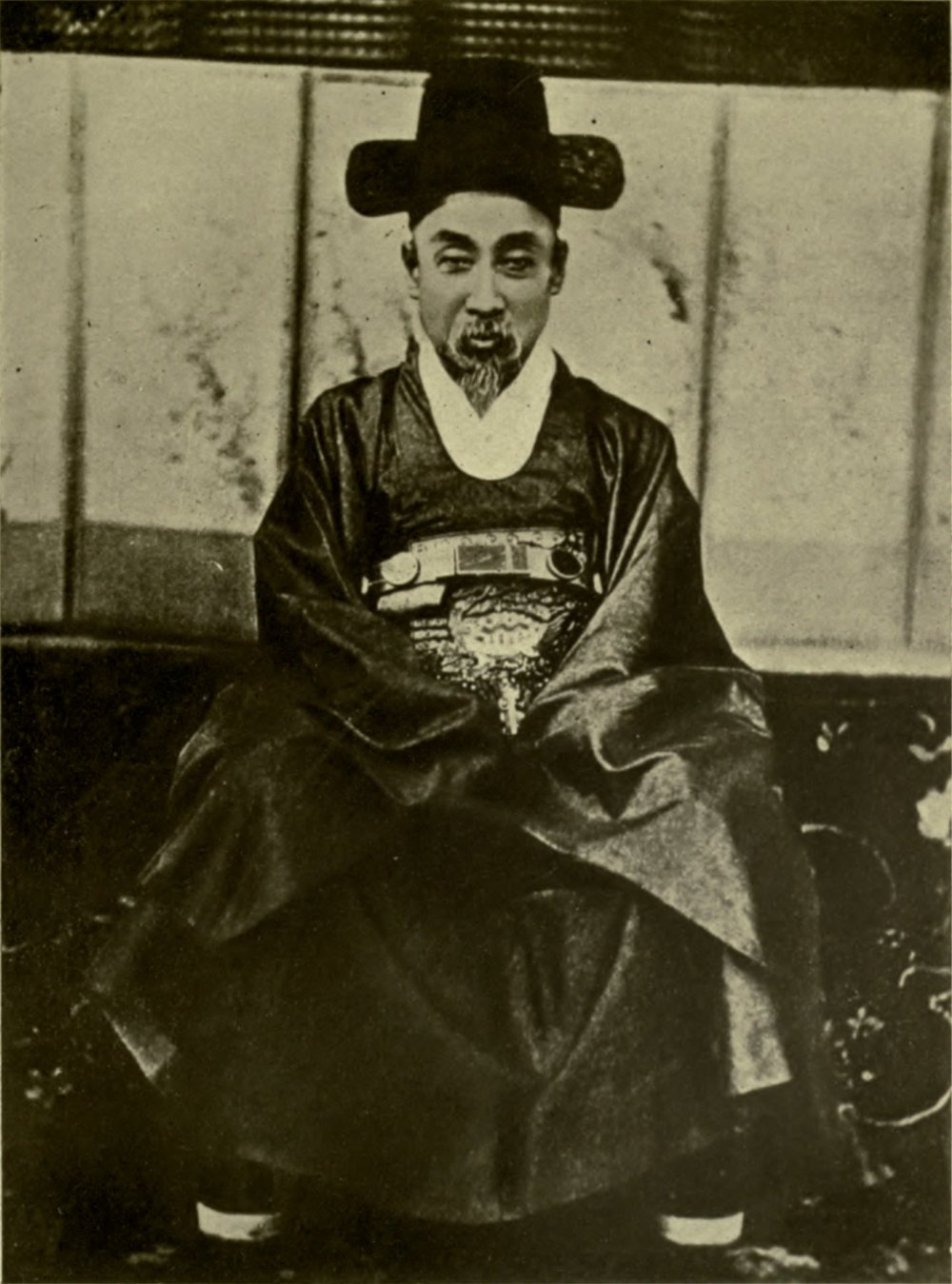
Regent Heungseon Daewongun

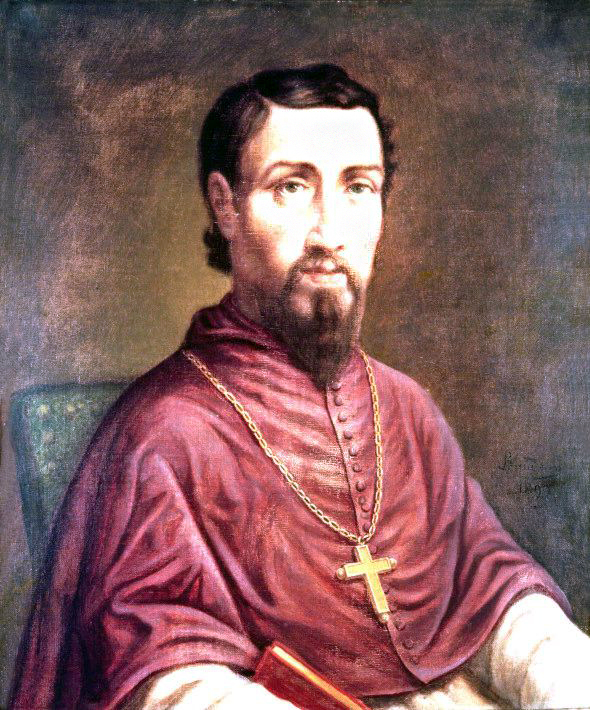
Bisschop Siméon Berneux

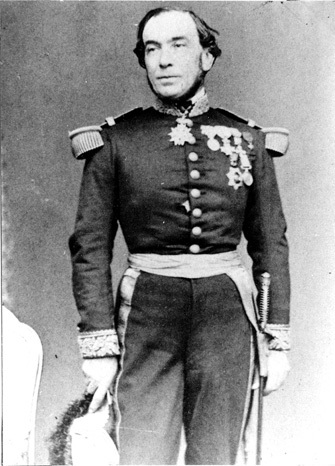
Admiraal Pierre-Gustave Roze

De Franse strafexpeditie naar Korea (Frans: expédition française en Corée, Koreaans:  병인양요) vond plaats in het najaar van 1866. Het was een strafexpeditie van het Tweede Franse Keizerrijk tegen Joseon-Korea als vergelding voor de executie van zeven Franse katholieke missionarissen. De Fransen bleven gedurende zes weken op het eiland Ganghwa. De Franse troepen bereikten niets en trokken zich terug. De Franse invloed op het land was onveranderd nihil. Voor Korea betekende dit resultaat dat het beleid van isolationisme werd doorgezet tot een Japanse invasie in 1876 die leidde tot het Verdrag van Ganghwa waarmee Japan veel invloed kreeg in het land.

## Achtergrond
De Joseondynastie voerde eeuwenlang een beleid van strikt isolationisme, alleen met Qing-China en incidenteel met Japan werden diplomatieke of handelscontacten onderhouden. Het slaagde er echter niet in zich helemaal af te sluiten van buitenlandse contact. Katholieke missionarissen kregen in de 18e eeuw toenemende belangstelling voor Korea nadat ze waren gearriveerd in China en Japan. Via illegale wegen arriveerden Franse missionarissen van de missions étrangères de Paris in de jaren 1840 in Korea. Bisschop Siméon Berneux, in 1856 aangesteld als hoofd van de jonge Koreaanse katholieke kerk, schatte in 1859 dat er zo'n 17.000 Koreanen waren bekeerd.
Aanvankelijk tolereerden de autoriteiten de activiteiten van de missionarissen, maar met de komst van de regent Heungseon Daewongun in 1864 veranderde de houding. De regent streefde naar een versterking van het centrale gezag en wilde minder buitenlandse invloeden. In 1864 woonden en predikten twaalf Franse jezuïetenpriesters in Korea en waren er naar schatting 23.000 Koreaanse bekeerlingen.
In januari 1866 verschenen Russische schepen voor de kust van Korea. De Russen eisten handels- en verblijfsrechten vergelijkbaar met de eisen die andere westerse mogendheden aan China stelden. Christenen met connecties aan het Koreaanse hof zagen hierin een kans en stelden een bondgenootschap voor met Frankrijk om de Russische invloed af te weren. Bisschop Berneux werd naar voren geschoven om de onderhandelingen over een alliantie te faciliteren. Heungseon Daewongun leek open te staan voor dit idee, maar bij aankomst van Berneux in februari 1866 werd hij gearresteerd en geëxecuteerd. Vervolgens begon een klopjacht op Franse priesters en Koreaanse bekeerlingen. Op drie na werden alle Franse missionarissen gevangen genomen en geëxecuteerd en zo'n 10.000 Koreaanse katholieken werden om het leven gebracht.

## Strafexpeditie
In juni 1866 ontsnapte een Franse missionaris, pater Félix-Claire Ridel, het land en arriveerde een maand later in China. In Tianjin was de commandant van het Franse squadron in het Verre Oosten, Pierre-Gustave Roze, en hij hoorde van het bloedbad. Hij zag dit als een belediging van de Franse nationale eer en begon met het organiseren van een strafexpeditie tegen Korea. Hij werd hierin gesteund door Henri de Bellonet, de Franse zaakgelastigde in Peking.
De uitvoering van de expeditie werd gehinderd door een groot gebrek aan informatie over Korea, waaronder navigatiekaarten. Roze besloot eerste een kleine expeditie te doen langs de Koreaanse kust en de Han Gang. Vanaf eind september tot begin oktober 1866 voeren schepen in dit gebied met als resultaat enkele onbetrouwbare zeekaarten met mogelijke vaarroutes voor de grotere schepen rond het eiland Ganghwa en de Hanrivier. Roze kwam tot de conclusie dat een directe vaart naar de hoofdstad te veel risico’s inhield. Hij koos voor een landing op Ganghwa, om zo de waterweg naar de hoofdstad te blokkeren en herstelbetalingen af te dwingen.
Op 11 oktober 1866 verliet Roze met zeven oorlogsschepen en 300 mariniers de haven van Yokohama in Japan. Op 16 oktober landde een groep van 170 mariniers op het eiland, veroverde het fort dat de toegang van de Han beheerste en namen de versterkte stad Ganghwa in. Ze maakten vlaggen, kanonnen, musketten, dozen met zilver en goud en lakwerken, manuscripten en schilderijen uit de koninklijke bibliotheek buit.
Roze besloot over het land naar Seoul op te rukken. Ze staken de nauwe staart over naar het vaste land, maar werden daar tegengehouden door Koreaanse verdedigers. Een tweede poging volgde op 7 november, maar ook dit leidde niet tot het gewenste resultaat. Roze stuurde een brief waarin hij de autoriteiten vroeg om de vrijlating van de twee overgebleven Franse missionarissen. Er kwam geen antwoord, maar de Fransen zagen wel dat de Koreanen versterkingen bleven aanvoeren. 
Met de winter op komst besloot Roze om zijn schepen en troepen terug te trekken naar Japan. Hij gaf het bevel de regeringsgebouwen te vernietigen en de kostbaarheden mee te nemen. Hij had inmiddels ook vernomen dat de twee vermiste missionarissen er in geslaagd waren naar China te ontsnappen. Dit nieuws droeg ook bij aan het besluit om te vertrekken. De Europese inwoners van China vonden de resultaten van de expeditie minimaal en eisten tevergeefs een grotere expeditie voor de volgende lente.

## Nasleep
In 1886 sloten de twee landen een verdrag, dit wordt gezien als het begin van de politieke betrekkingen tussen Korea en Frankrijk.
In 1993 kwam een van de boeken die door de Fransen was meegenomen terug naar Korea. De rest bleef in de Nationale Bibliotheek van Frankrijk. Een Koreaanse burgergroep spande in 2008 in Frankrijk een rechtszaak aan tegen de bibliotheek en eiste de teruggave van de gestolen boeken. De rechtbank wees de eis af in december 2009 en zei dat de boeken nationaal eigendom van Frankrijk waren. In 2011 werden, na gesprekken tussen de Zuid-Koreaanse president Lee Myung-bak en de Franse president Nicolas Sarkozy, de boeken alsnog teruggegeven. Deze verzameling is opgenomen in de collectie van het Nationaal Museum van Korea.